# Lac de Béloslav
Le Lac de Béloslav est un lac naturel situé dans le nord-est de la Bulgarie, à 18 km à l'ouest de la ville de Varna.